# Czech Indoor Open
Il Czech Indoor Open è stato un torneo professionistico di tennis giocato su campi di sintetico indoor. Faceva parte dell'ATP Challenger Series. Si giocava annualmente a Praga in Repubblica Ceca.

## Albo d'oro

### Singolare
| Anno | Campione       | Finalista         | Punteggio              |
| ---- | -------------- | ----------------- | ---------------------- |
| 2005 | Raemon Sluiter | Nicolas Thomann   | 6–3, 7–5               |
| 2004 | Tuomas Ketola  | Lukáš Dlouhý      | 1–6, 6–4, 6–3          |
| 2003 | Marc Rosset    | Dick Norman       | 7–6(4), 6(1)–7, 7–6(3) |
| 2002 | Mario Ančić    | Jérôme Golmard    | 6–1, 6–1               |
| 2001 | Ota Fukárek    | Cristiano Caratti | 6–3, 6–3               |
| 2000 | Jan Vacek      | Ivo Heuberger     | 6(7)–7, 7–5, 6–3       |

### Doppio
| Anno | Campioni                            | Finalisti                            | Punteggio        |
| ---- | ----------------------------------- | ------------------------------------ | ---------------- |
| 2005 | Filip Polášek Serhij Stachovs'kyj   | James Auckland Jasper Smit           | 6–3, 3–6, 7–6(5) |
| 2004 | Lukáš Dlouhý (2) Igor Zelenay (2)   | Jan Minář Jaroslav Pospíšil          | 6–3, 3–6, 7–6(5) |
| 2003 | Martin Štěpánek Igor Zelenay (1)    | Karsten Braasch Jean-Claude Scherrer | 6–4, 4–6, 6–4    |
| 2002 | Karol Beck Jaroslav Levinský        | Aleksandar Kitinov Lovro Zovko       | 7–5, 6–2         |
| 2001 | Lukáš Dlouhý (1) David Miketa       | Karol Beck Igor Zelenay              | 6–1, 4–6, 6–3    |
| 2000 | Kristian Pless Aisam-ul-Haq Qureshi | Ivo Heuberger Ville Liukko           | 6-4, 6-4         |